# Leiodermatium lynceus
Leiodermatium lynceus är en svampdjursart som beskrevs av Schmidt 1870. Leiodermatium lynceus ingår i släktet Leiodermatium och familjen Azoricidae. Inga underarter finns listade i Catalogue of Life.